# Liste de musées au Bhoutan
Pour les autres articles nationaux ou selon les autres juridictions, voir Liste des musées par pays.
Cet article présente une liste de musées au Bhoutan.

## Liste
| Nom                                      | Image | Ville   | Fondation | Juridiction                                               | Coordonnées                  | Lien  |
| ---------------------------------------- | ----- | ------- | --------- | --------------------------------------------------------- | ---------------------------- | ----- |
| Musée du textile du Bhoutan              | -     | Thimphu | 2001      | Ministère de l'Intérieur et de la culture du Bhoutan (en) | 27° 28′ 00″ N, 89° 38′ 30″ E | [ 1 ] |
| Musée du patrimoine folklorique (en)     |       | Thimphu | 2001      | Ministère de l'Intérieur et de la culture du Bhoutan      |                              | [ 2 ] |
| Musée national du Bhoutan (en)           |       | Paro    | 1968      | Ministère de l'Intérieur et de la culture du Bhoutan      | 27° 25′ 43″ N, 89° 25′ 32″ E | [ 3 ] |
| Institut de médecine traditionnelle (en) | -     | Thimphu | 1968      |                                                           | 27° 28′ 57″ N, 89° 37′ 56″ E | [ 4 ] |
| Musée Ta-dzong                           |       | Trongsa | 2008      | Ministère de l'Intérieur et de la culture du Bhoutan      |                              | [ 5 ] |